# Chlorophytum bharuchae
Chlorophytum bharuchae là một loài thực vật có hoa trong họ Măng tây. Loài này được Ansari, Sundararagh. & Hemadri mô tả khoa học đầu tiên năm 1970.